# Juan Pérez (Petreius)
Pour les articles homonymes, voir Pérez, Juan Pérez et Petreius.
Juan Pérez dit Petreius (1530 - 1565) est un poète, humaniste, originaire de Tolède, écrivant en latin. 
Professeur d'Alcalá de Henares.

## Œuvres
- La Magdeleine, poème héroïque.
- Épigrammes
- Quatre comédies en prose